# 곽병찬
곽병찬(郭柄讚, 1971년 7월 15일 ~ )은 전 KBO 리그 야구 선수인 투수이다.

## 출신학교
- 현대공업고등학교
- 경남대학교